# Rovensko (Banát)

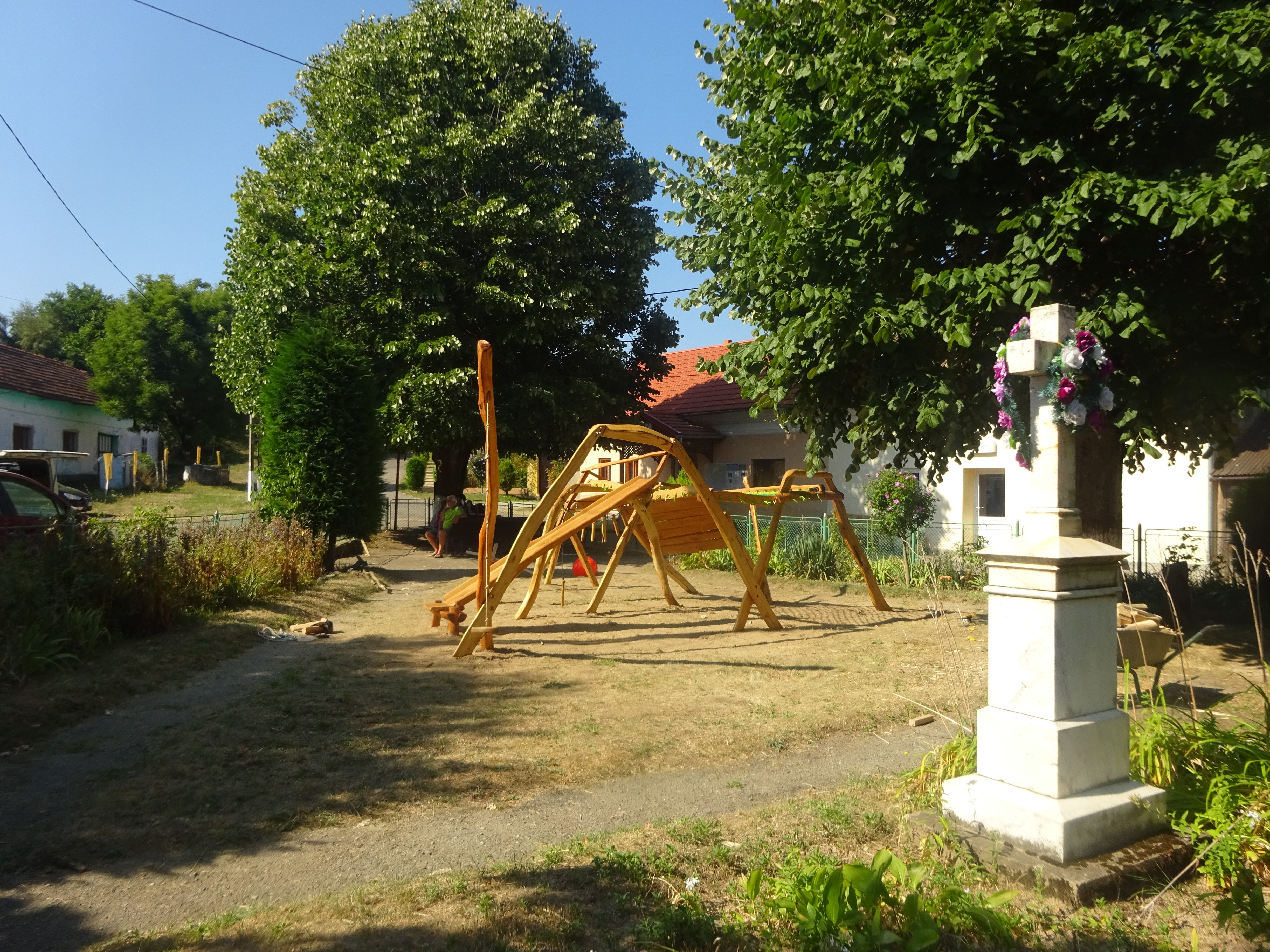
Dětské hřiště na Rovensku, postavené v srpnu 2021

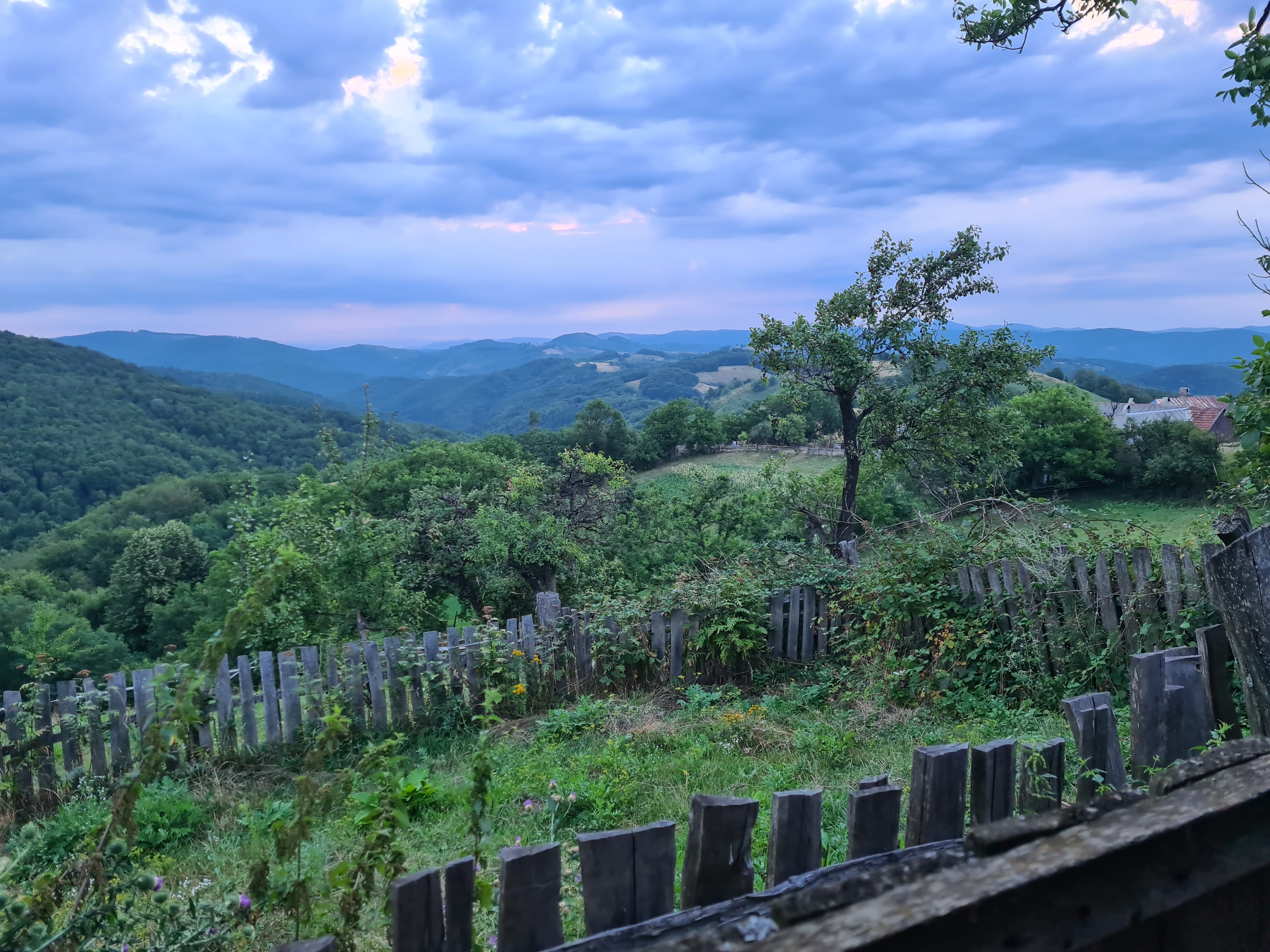
Pohled z rovenské kadibudky na pohoří Banát

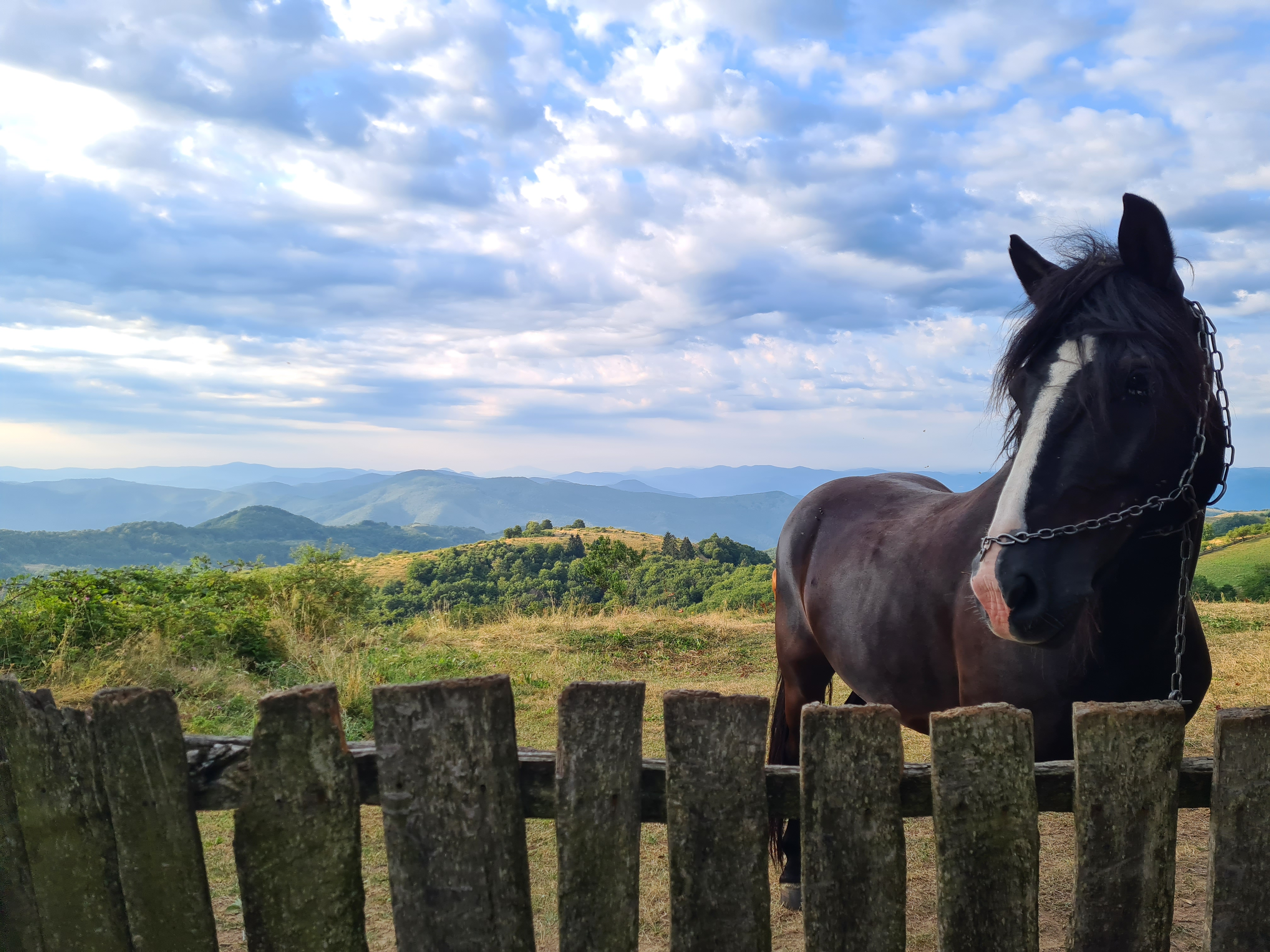
Žánrový obrázek z Rovenska

Rovensko (rumunsky Ravensca, maďarsky Ravenszka) je jedna z šesti českých vesnic v rumunském Banátu. Nachází se na návrší v nadmořské výšce asi 750 m n. m. asi 7 km jihovýchodně od obce Şopotu Nou, pod kterou spadá. Rovensko je z českých vesnic v Banátu nejvýše položené a v obci také je nejzachovalejší jazyk, díky značné izolaci zde není příliš ovlivněn rumunštinou a srbštinou. S nejbližšími českými vesnicemi (Gerník 15 km, Bígr 30 km) je propojeno červenou turistickou značkou vyznačenou Klubem českých turistů.
Místní obyvatelé se živí především zemědělstvím. Elektřina do obce byla zavedena až v roce 1994. S úbytkem průmyslu v oblasti došlo k poklesu obyvatel z 200 na méně než 80 v roce 2009. V roce 2021 měla vesnice 69 obyvatel. Ve vesnici, stejně jako v oblasti, se zachovávají religiózní křesťanské tradice, slavení svátků, výročí svěcení kostela apod.
V obci se nachází hodnotná lidová architektura.

## Zajímavosti v okolí
Za obcí Şopotu Nou (7 km severozápadně od Rovenska) začíná kaňon řeky Nery, který je v některých místech natolik úzký, že je zde cesta vytesána do skály nad řekou. Podle některých pověstí ji vybudovali a využívali již Římané. Z Rovenska je také pěkný výhled na okolní kopce.